# L'anatomia della malinconia
L'Anatomia della malinconia (titolo originale completo: The Anatomy of Melancholy, What it is: With all the Kinds, Causes, Symptomes, Prognostickes, and Several Cures of it. In Three Maine Partitions with their several Sections, Members, and Subsections. Philosophically, Medicinally, Historically, Opened and Cut up) è un'opera di Robert Burton pubblicata nel 1621 con lo pseudonimo di Democritus junior. L'opera fu ripubblicata altre cinque volte nell'arco dei diciassette anni successivi - nel 1624, 1628, 1632, 1638 e 1651 - con massicce modifiche e ampliamenti.

## Argomento
Nel linguaggio comune la malinconia (o melanconia) era sinonimo di tristezza, alterazione del senso dell'umore. Burton considera invece la malinconia una patologia, una malattia della mente, e ne descrive le cause e i sintomi, la prognosi e le possibili terapie proposte nel corso dei secoli. Sebbene da questa descrizione il testo di Burton possa apparire come un testo rinascimentale di medicina, in realtà è un'opera letteraria di pertinenza filosofica, più che scientifica. La malinconia, per Burton, è infatti una manifestazione alla quale è possibile ricondurre qualsiasi altro sentimento, qualsiasi pensiero umano.
L'opera costituisce una sintesi personale del precedente pensiero di molti autori sul tema: alle teorie mediche di Ippocrate e Galeno si aggiungono le riflessioni filosofiche di Aristotele e Marsilio Ficino, il modo in cui la Chiesa medievale aveva considerato l'accidia e lo studio sul carattere umano fatto da Shakespeare.

## Struttura
L'opera è suddivisa in un prologo e tre parti:
- nel lunghissimo prologo, in prosa e in versi, Burton spiega la scelta dell'argomento e giustifica il suo sistema di esposizione;
- nella prima e nella seconda parte viene trattata la melanconia in generale;
- nella terza ed ultima parte la melanconia amorosa e quella religiosa.

## Stile
L'esposizione di Burton non è lineare: sono molto frequenti le digressioni, con osservazioni curiose, aneddoti, citazioni, espresse in uno stile talora umoristico. L'opera può essere considerata una satura lanx varroniana o menippea. Burton, che in vita curò ben sei edizioni della sua opera, affermò di scrivere sulla malinconia per essere occupato ed evitare egli stesso di cadere nella malinconia.

## Fortuna
Il testo ebbe molto successo e ha ispirato numerose opere letterarie. Esso restò, fino all'apparizione di Lutto e melanconia di Freud, il più citato sul tema.
Ammiratori dell'opera di Burton si sono professati John Ford, Samuel Johnson, Laurence Sterne, Charles Lamb, John Keats, Philip Pullman, Jorge Luis Borges, e Jacques Barzun. L'Anatomia è giudicata tuttora, da molti critici letterari moderni, un duraturo, sebbene eccentrico, classico della letteratura.

## Edizioni italiane

### Traduzioni integrali
- L'anatomia della malinconia, a cura di Luca Manini e Amneris Roselli, testo inglese a fronte a cura di Thomas C. Faulkner, Nicholas K. Kiessling e Rhonda L. Blair, Collezione Classici della Letteratura europea, Milano-Firenze, Bompiani, 2020, ISBN 978-88-452-9979-7.
- Anatomia della malinconia, a cura di Stefania D'Agata D'Ottavi, Collezione I Millenni, Torino, Einaudi, 2023, ISBN 978-88-062-1606-1.

### Traduzioni parziali
- Malinconia d'amore, traduzione di Attilio Brilli e Franco Marucci, prefazione di Attilio Brilli, Collezione il ramo d'oro, Milano, Rizzoli, 1981. [trad. della terza parte del trattato]
  -  Malinconia d'amore, traduzione di A. Brilli e F. Marucci, Collana "Cahiers", Roma, Castelvecchi, 2019, ISBN 978-88-328-2082-9.
- Anatomia della malinconia, traduzione di Giovanna Franci e F. Fonte Basso, introduzione e cura di Jean Starobinski, Venezia, Marsilio, 1983. - [trad. solo del proemio e dell'introduzione dell'opera]  Collana UEF, Milano, Feltrinelli, 2020, ISBN 978-88-297-0537-5.